# 214290 Leeannmarshall
214290 Leeannmarshall è un asteroide della fascia principale. Scoperto nel 2005, presenta un'orbita caratterizzata da un semiasse maggiore pari a 2,674237 UA e da un'eccentricità di 0,139294, inclinata di 2,043583° rispetto all'eclittica.